# Clădirea fostului conac (Tiraspolul Nou)
Clădirea fostului conac (în prezent sediul Sovhozului-Tehnicum „M. V. Frunze”) este o clădire amplasată în Tiraspolul Nou, Unitățile Administrativ-Teritoriale din Stînga Nistrului, Republica Moldova. Este un monument istoric și arhitectural de importanță națională inclus în Registrul monumentelor Republicii Moldova ocrotite de stat cu nr. 57 (municipiul Tiraspol).